# Willi Harwerth
Willi (Wilhelm) Harwerth (Eckernförde, 4 augustus 1894 – Bensheim 4 januari 1982) was een Duits grafisch ontwerper en illustrator.
Hij studeerde bij Walter Tiemann aan de Königlichen Kunstakademie und Kunstgewerbeschule in Leipzig. Daarna werkte hij als tekenaar bij de lettergieterij Gebroeders Klingspor in Offenbach, waar hij vanaf 1936 in dienst was en waar hij de heraldiekafbeeldingen, illustraties en houtgravures verzorgde. Harwerth maakte daar ook boekillustraties, boekomslagen en vignetten voor sprookjes en liedboeken.

## Werk van Harwerth
- Klingspor-Kalender (1922-1939)
- Johann Wolfgang von Goethe: Die neue Melusine: Met 8 illustraties van Willi Harwerth: Leipzig, Insel-Verlag 1922 (1999 Insel Bibliotheek 1198 - ISBN 978-3-458-19198-8)
- Gottfried Keller: Kleider machen Leute. Wien, Schreuders & Co ca. 1922
- Niemand kommt nach Haus, Oldenburg, Stalling Verlag 1926
- P. Alverdes: Die Legende vom Christ-Esel, Hamburg, Dulk 1953, houtsneden
- Ein hübsch Spiel gehalten zu Ury in der Eydgenossschaft von Wilhelm Thellen, ihrem Landmann und ersten Eydgenossen. Houtsneden
- Christian Morgenstern: Ostermärchen (uit de nalatenschap van de dichter). Oldenburg, Lappan 1985 (Illustraties) - ISBN 3-89082-026-3
- Heinrich Hoffmann: König Nußknacker und der arme Reinhold. Ein Kindermärchen in Bildern. Darmstadt-Frankfurt/Main, Rütten & Loening 1951 (461.-470.)

In der Insel-Bücherei die Natur-, Lieder- und Märchenbücher:
- 1934: Das kleine Baumbuch (IB 316/2)
- 1936: Das kleine Kräuterbuch (IB 269/2)
- 1937: Fünfundzwanzig deutsche Weihnachtslieder.
- 1937: Das kleine Pilzbuch (IB 503/1A) 1937:
- 1938: Hans im Glück (IB 530/1, met afbeeldingen van Lübeck)